# Esteil
Esteil é uma comuna francesa na região administrativa de Auvérnia-Ródano-Alpes, no departamento Puy-de-Dôme. Estende-se por uma área de 4,69 km². Em 2010 a comuna tinha 61 habitantes (densidade: 13 hab./km²).